# Tchofi
Tchofi (à ne pas confondre avec Tchoffi, autre localité plus à l'est) est une localité du Cameroun située dans la commune de Moutourwa, le département du Mayo-Kani et la Région de l'Extrême-Nord, au pied des monts Mandara, à proximité de la frontière avec le Tchad.

## Population
Tchofi comptait 1 296 habitants, dont 632 hommes et 664 femmes, lors du dernier recensement de 2005.

## Climat
Climat : tropical. Type selon Classification de Köppen : Aw. Température annuelle moyenne : 27,8 °C. Précipitations annuelles moyennes : 837 mm.